# Prvomučedníci římští
Svatí Prvomučedníci římští byli křesťané umučení, kteří byli usmrceni v Římě v polovině 60. let 1. století.
Byli to křesťané, které římský císař Nero obvinil ze zapálení Říma v roce 64. Mezi praktikami mučení patřilo roztrhání zvířaty či ukřižování. Všichni tito křesťané byli společníky svatých apoštolů. Přesný počet mučedníků není znám.
Zprávu o tomto pronásledování podává Tacitus či sv. Klement Římský.
Jejich svátek je připomínán 30. června, tedy den po svátku apoštolů Petra a Pavla, kteří byli pravděpodobně mezi mučedníky Neronova pronásledování.